# Tetrahedron
Tetrahedron (abreviatura Tetrahedron), és una important revista científica dedicada a la química orgànica, publicada des del 1957. El seu factor d'impacte és 2,641, el 2014 i fou citada en 10 439 cops. Ocupa la 38a posició de qualitat de revistes dedicades a la química orgànica en el rànquing SCImago.
Publica setmanalment resultats d'investigacions experimentals i teòriques de notable significació i actualitat en el camp de la química orgànica i la seva aplicació a les disciplines relacionades, especialment la química bio-orgànica. Les àrees cobertes per la revista inclouen les múltiples facetes de la síntesi orgànica, reaccions orgàniques, productes de química natural, estudis de mecanisme de reacció i diversos aspectes de l'espectroscòpia. Les principals contribucions originals són en forma d'articles, malgrat també publica articles de revisió i col·leccions de documents originals. El nom Tetrahedron (tetraedre) fa referència a la geometria dels quatre enllaços simples del carboni, base de la majoria de compostos que estudia la química orgànica.